# Kamen Rider Blade
Kamen Rider Blade (仮面ライダー剣（ブレイド）, Kamen Raidā Bureido, Masked Rider ♠ (Blade))  est une série télévisée japonaise de type Tokusatsu. Elle est la quatorzième série de la franchise Kamen Rider. En plus du motif des insectes, chacun des héros est associé à l'une des enseignes de carte à jouer. Coproduite par la Toei et les productions Ishinomori, diffusée entre le 25 janvier 2004 et le 23 janvier 2005 sur TV Asahi, elle compte 49 épisodes et un film. Elle sera suivie de Kamen Rider Hibiki.
La série est sortie en DVD après sa diffusion à l'antenne. Elle est répartie en 12 volumes, chacun contenant 4 épisodes sauf le dernier qui en contient 5.

## Scénario
Il y a dix mille ans, un combat appelé le Battle Royal a eu lieu entre 52 Undeads, chacun représentant une espèce essayant de l'emporter sur les autres. Le vainqueur fut le Human Undead, le 2 de cœur et l'humanité devint la race dominante sur Terre. De nos jours, des archéologues découvrent les Undeads scellés et les relâchent par mégarde. Ainsi, un nouveau Battle Royal commence.
Ayant développé le Rider System, basé sur la capacité du Joker à copier les pouvoirs des Undeads scellés, l'organisation BOARD (Board Of Archaeological Research Department) arme deux jeunes hommes, qui deviennent des Kamen Riders: Kazuma Kenzaki et Sakuya Tachibana combattent ensemble en tant que Kamen Rider Blade et Kamen Rider Garren pour protéger les humains des Undeads et sceller ces derniers. Un autre Kamen Rider, le mystérieux Chalice, combat aussi les Undeads sans raison connue. En plus, un jeune homme essaie de se libérer de l'emprise du Undead qui contrôle son Rider System, créé par les Undeads. Il les combat en tant que Kamen Rider Leangle.

### Riders
Les Kamen Riders de la série et du film tirent leurs pouvoirs des jeux de cartes.
Les riders de la série sont : 
- Kamen Rider Blade (仮面ライダーブレイド, Kamen Raidā Bureido?), basé sur l'as de pique et sur un scarabée rhinocéros européen.
- Kamen Rider Garren (仮面ライダーギャレン, Kamen Raidā Gyaren?), basé sur l'as de carreau et sur un lucane.
- Kamen Rider Chalice (仮面ライダーカリス, Kamen Raidā Karisu?), basé sur l'as de cœur et sur une mante.
- Kamen Rider Leangle (仮面ライダーレンゲル, Kamen Raidā Rengeru?), basé sur l'as de trèfle et sur une araignée.

Les riders exclusifs aux films sont : 
- Kamen Rider Glaive (仮面ライダーグレイブ, Kamen Raidā Gureibu?)
- Kamen Rider Larc (仮面ライダーラルク, Kamen Raidā Raruku?)
- Kamen Rider Lance (仮面ライダーランス, Kamen Raidā Ransu?)

Tous trois basés sur l'as de carreau, la lettre A et sur le cerbère.

### Les Undeads
Les Undeads (アンデッド, Andeddo) sont les monstres de Kamen Rider Blade. Il y a 52 Undeads répartis sous 4 enseignes, ce qui imite le découpage d'un jeu de cartes.
Les Undeads sont répartis en catégories, les Undeads "royaux" ayant une puissance nettement supérieure aux autres. Les catégories Valet, Dame et Roi sont capables de se déguiser en humains et sont capables de plus de stratégie que les autres Undeads, pouvant créer des plans complexes plutôt que d'attaquer tout ce qui approche. Les Undeads de catégorie As, dont les cartes alimentent les Rider Systems en puissance sont aussi très puissants mais ne peuvent pas changer de forme. Par contre, ils sont les plus grands guerriers parmi les Undeads. Enfin, le Joker peut prendre la forme de n'importe quel Undead scellé dont il a la carte. L'abus du Rider System par un humain peut provoquer sa transformation en un Joker. Dans le film Missing Ace, un Joker albino supplémentaire est aussi présent.

## Épisodes
Diffusée entre le 25 janvier 2004 et le 23 janvier 2005 sur TV Asahi, la série compte 49 épisodes.

## Film
Kamen Rider Blade le film: Missing Ace (劇場版　仮面ライダー剣　MISSING ACE, Gekijōban Kamen Raidā Bureido Misshingu Ēsu) est le film de Kamen Rider Blade, sortie en salles le 11 septembre 2004.
Quatre ans après une fin alternative pour la série dans laquelle Blade scelle le Joker, les personnages principaux de la série ont changé de vie: Kenzaki est devenu éboueur, Mutsuki est diplômé et Kotarō a publié un livre sur les Kamen Riders qui a beaucoup de succès. Mais, avec l'anniversaire d'Amane qui approche, ils apprennent qu'elle est devenue délinquante après s'être senti abandonnée par Hajime. Les Undeads sont à nouveau libérés et un nouveau trio de Kamen Riders—Glaive, Larc et Lance—sortent de BOARD, maintenant dirigé par Tachibana. Après avoir capturé deux des As, Kenzaki et Mutsuki s’allient avec les nouveaux Riders. Quand tous les Undeads sont à nouveau scellés, Glaive révèle qu'il est le Joker albino, une version blanche du Joker d'origine et kidnappe Amane pour obtenir l'ultime pouvoir, la scellant dans la carte de Vanité. Pour libérer Amane de la carte, Hajime est descellé de la sienne et les quatre Riders s'unissent à nouveau pour sauver Amane et arrêter le Joker albino.

## Épisodes spéciaux

### Hyper Battle Video
Kamen Rider Blade: Blade vs. Blade (仮面ライダー剣（ブレイド） ブレイドVSブレイド, Kamen Raidā Bureido: Bureido Buiesu Bureido) est une Hyper Battle Video dans lequel un cyborg de type Trial se fait passer pour Kazuma Kenzaki, qui découvre rapidement l’arnaque et s'interpose à lui. Pendant le combat, les autres Riders se disputent pour décider lequel des Blades est le faux, le résultat étant qu'ils attaquent systématiquement le vrai Kenzaki. Comme toutes les Hyper Battle Videos, il permet de voir les différents pouvoirs et atouts des Riders.

### Kamen Rider Blade: Next Generation
Kamen Rider Blade: Nouvelle Génération est un court métrage constitué de segments diffusés après certains épisodes de la série, qui suivent les aventures de Glaive, L'arc et Lance. Il a accompagné la sortie du film Missing Ace.

### S.I.C. Hero Saga
L'histoire dans la série S.I.C. Hero Saga pour Kamen Rider Blade est intitulée Masked Rider Blade: Day After Tomorrow (MASKED RIDER BLADE -DAY AFTER TOMORROW-, Kamen Raidā Bureido: Dei Afutā Tomōrō), et se déroule après la fin de la série et intègre les personnages issus de Missing Ace. Le nouveau personnage introduit dans l'histoire est le Joker Undead (version Kazuma Kenzaki). Deux autres numéros des Hero Saga intègrent des personnages de Blade: le Hero Saga Special Edition: King avec Kamen Rider Garren King Form (仮面ライダーギャレン・キングフォーム, Kamen Raidā Gyaren Kingu Fōmu) et le Hero Saga Special Edition: Clover avec Kamen Rider Leangle Jack Form (仮面ライダーレンゲル・ジャックフォーム, Kamen Raidā Rengeru Jakku Fōmu). Day After Tomorrowa été publié dans les numéros de février à mai 2007 du magazine Monthly Hobby Japan. King était publié dans le numéro de mai 2008 et Clover dans celui de juin 2008.
Titre des chapitres
1. La mélancolie de Mutsuki Kamijo (上城睦月の憂鬱, Kamijō Mutsuki no Yūutsu?)
2. Le cri de Hajime Aikawa (相川始の咆哮, Aikawa Hajime no Hōkō?)
3. L'impair de Sakuya Tachibana (橘朔也の失策, Tachibana Sakuya no Shissaku?)
4. La mentalité de Kazuma Kenzaki (剣崎一真の心情, Kenzaki Kazuma no Shinjō?)

## Distribution
- Kazuma Kenzaki (剣崎 一真, Kenzaki Kazuma?): Takayuki Tsubaki (椿 隆之, Tsubaki Takayuki?)
- Sakuya Tachibana (橘 朔也, Tachibana Sakuya?): Kousei (Hironari) Amano (天野 浩成, Amano Kousei (Hironari)?)
- Hajime Aikawa (相川 始, Aikawa Hajime?), Ryo Mikami (三上 了, Mikami Ryō?): Ryōji Morimoto (森本 亮治, Morimoto Ryōji?)
- Mutsuki Kamijo (上城 睦月, Kamijō Mutsuki?): Takahiro Hōjō (北条 隆博, Hōjō Takahiro?)
- Shiori Hirose (広瀬 栞, Hirose Shiori?): Yumi Egawa (江川 有未, Egawa Yumi?)
- Kotarō Shirai (白井 虎太郎, Shirai Kotarō?): Terunosuke Takezai (竹財 輝之助, Takezai Terunosuke?)
- Haruka Kurihara: Kaori Yamaguchi (山口 香緒里, Yamaguchi Kaori?)
- Amane Kurihara: Hikari Kajiwara (梶原 ひかり, Kajiwara Hikari?)
- Nozomi Yamanaka: Arisa Miyazawa (宮澤 亜理沙, Miyazawa Arisa?)
- Kei Karasuma: Kazuhiro Yamaji (山路 和弘, Yamaji Kazuhiro?)
- Sayoko Fukasawa: Urara Awata (粟田 麗, Awata Urara?)
- Go Kiryu: Nozomu Masuzawa (増沢 望, Masuzawa Nozomu?)
- Yoshito Hirose: Junichi Haruta (春田 純一, Haruta Jun'ichi?)
- Hiroshi Tennōji: Kohji Moritsugu (森次 晃嗣, Moritsugu Kōji?)
- Isaka: Yasukaze Motomiya (本宮 泰風, Motomiya Yasukaze?)
- Miyuki Yoshinaga: Mika Hijii (肘井 美佳, Hijii Mika?)
- Yazawa: Atsushi Korechika (是近 敦之, Korechika Atsushi?)
- Takahara: Yasufumi Hayashi (林 泰文, Hayashi Yasufumi?)
- Daichi: Kairi Narita (成田 浬, Narita Kairi?)
- Noboru Shima: Kazunari Aizawa (相澤 一成, Aizawa Kazunari?)
- Shinmei: Masashi Kagami (加々美 正史, Kagami Masashi?)
- Azumi: Mio Fukuzumi (福澄 美緒, Fukuzumi Mio?)
- King: Makoto Kamijo (上條 誠, Kamijō Makoto?)
- Hikaru Jō: Akane Hamasaki (浜崎 茜, Hamasaki Akane?)
- Kanai: Akira Kubodera (窪寺 昭, Kubodera Akira?)
- Voix de Rouzer: Takeshi Sasaki (佐々木 健, Sasaki Takeshi?)
- Voix de King Rouzer: Fumihiko Tachiki (立木 文彦, Tachiki Fumihiko?)
- Narrateur: Jūrōta Kosugi (小杉 十郎太, Kosugi Jūrōta?)

### Cascadeurs
- Kamen Rider Blade : Seiji Takaiwa (高岩 成二, Takaiwa Seiji?)
- Kamen Rider Garren : Yoshifumi Oshikawa (押川 善文, Oshikawa Yoshifumi?)
- Kamen Rider Chalice : Makoto Ito (伊藤 慎, Itō Makoto?)
- Kamen Rider Leangle : Jiro Okamoto (岡元 次郎, Okamoto Jirō?), Jun Watanabe (ja) (渡辺 淳, Watanabe Jun?)

## Chansons
Génériques
- "Round ZERO~BLADE BRAVE"
  - Paroles: Shoko Fujibayashi
  - Composition: Katsuya Yoshida
  - Arrangements: Akio Kondō
  - Interprète: Nanase Aikawa
  - Épisodes: 1-30
- "ELEMENTS"
  - Paroles: Shoko Fujibayashi
  - Composition: Miki Fushisue
  - Arrangements: RIDER CHIPS & Cher Watanabe
  - Interprète: RIDER CHIPS featuring Ricky
  - Épisodes: 31-49

Après la sortie de "ELEMENTS", Ricky est devenu le chanteur régulier de Rider Chips.

Génériques de fin
- "Kakusei" (覚醒?, Éveil)
  - Paroles: Shoko Fujibayashi
  - Composition: Cher Watanabe
  - Arrangements: Akio Kondō
  - Interprète: Ricky
  - Épisodes: 2-23
- "Rebirth"
  - Paroles: Shoko Fujibayashi
  - Composition: Yukari Aono
  - Arrangements: Cher Watanabe
  - Interprète: Sakuya Tachibana (Kousei Amano)
  - Épisodes: 23-30, 47
- "Take it a Try"
  - Paroles: Shoko Fujibayashi
  - Composition & Arrangements: Cher Watanabe
  - Interprète: Hajime Aikawa (Ryoji Morimoto)
  - Épisodes: 31-49

## Jeux vidéo
- Un jeu vidéo basé sur la série a été conçu par Bandai pour la PlayStation 2. C'est un jeu d'action qui utilise la plupart des personnages de la série télé. Il est sorti le 9 décembre 2004 et n'est disponible qu'au Japon.
- Le personnage de Kamen Rider Blade apparait dans différents jeux regroupant les séries de la franchise Kamen Rider:
  - Kamen Rider Climax Heroes (Nintendo Wii)
  - Kamen Rider Climax Heroes W (Nintendo Wii)
  - Kamen Rider Climax Heroes OOO (Nintendo Wii, PSP)
  - Kamen Rider Climax Heroes Fourze (Nintendo Wii, PSP)
  - Kamen Rider Super Climax Heroes (Nintendo Wii, PSP)
  - All Kamen Rider: Rider Generation (Nintendo DS)
  - All Kamen Rider: Rider Generation 2 (Nintendo DS, PSP), avec Kamen Rider Garren, Chalice et Leangle.